# Ecuația lui Dirac

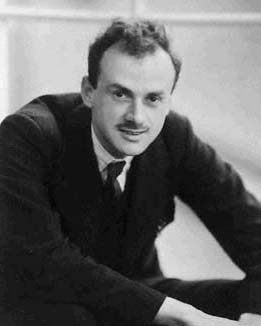
Dirac (circa 1930).

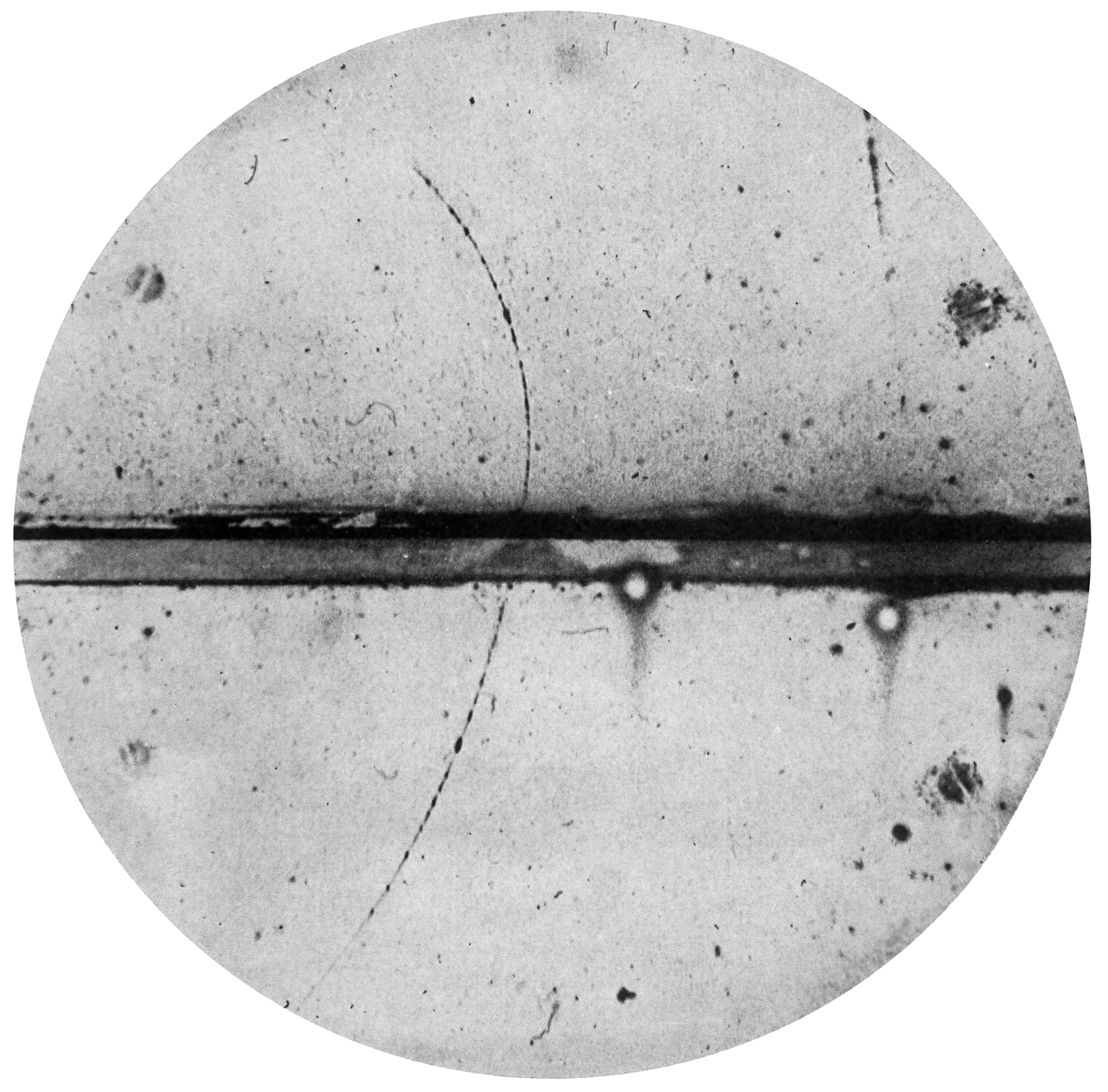
Descoperirea pozitronului. Imagine din camera cu ceață, realizată de Anderson în 1932.

Ecuația lui Dirac descrie cantitativ proprietățile electronului, pe baza principiilor mecanicii cuantice și teoriei relativității. Formulată în 1928 de fizicianul britanic Paul Adrien Maurice Dirac, ea este o ecuație diferențială pentru o mărime cu patru componente numită bispinor, care reprezintă funcția de stare a electronului.
Elaborată inițial pentru a explica structura fină a nivelelor de energie ale atomului de hidrogen, ecuația lui Dirac are consecințe mai profunde. Pentru electronul liber ea prezice, pe lângă spectrul continuu de stări cu energie superioară energiei de repaus, un spectru continuu de stări de energie negativă, nemărginit inferior, inacceptabil fizic ca atare. De asemenea, ea admite soluții care corespund unei particule cu aceeași masă ca electronul, dar de sarcină electrică opusă. Pornind de la aceste caracteristici, Dirac a formulat în 1931 ipoteza că ecuația sa nu descrie un singur electron, ci un sistem de particule, electroni dar și particule de sarcină opusă pe care le-a numit „antielectroni”. Examinând urmele lăsate de radiația cosmică în camera cu ceață, Carl Anderson a descoperit în 1932 o particulă cu caracteristicile antielectronului, care astfel a devenit realitate și a primit numele de pozitron.
Teoria multiparticulă construită pe această ipoteză, numită electrodinamică cuantică, descrie comportarea unui sistem de electroni și pozitroni care interacționează prin intermediul câmpului electromagnetic. Ea a căpătat forma definitivă în ultimii ani ai deceniului 1940, prin lucrările lui Sin-Itiro Tomonaga, Julian Schwinger, Richard Feynman și Freeman Dyson.

## Electronul liber
Funcția de stare relativistă a electronului are forma unui vector coloană cu patru elemente complexe
{\displaystyle \left(1\right)}{\displaystyle \psi ={\begin{pmatrix}\psi _{1}\\\psi _{2}\\\psi _{3}\\\psi _{4}\end{pmatrix}}\,,}
numit bispinor. Spațiul Hilbert al stărilor este spațiul vectorial cuadridimensional al bispinorilor, cu produsul scalar definit prin
{\displaystyle \left(2\right)}{\displaystyle \left(\phi ,\psi \right)\ ={\phi _{1}}^{*}\psi _{1}+{\phi _{2}}^{*}\psi _{2}+{\phi _{3}}^{*}\psi _{3}+{\phi _{4}}^{*}\psi _{4}\,.}
Evoluția temporală a funcției de stare este dată de ecuația lui Dirac
{\displaystyle \left(3\right)}{\displaystyle i\hbar {\frac {\partial \psi }{\partial t}}=H\psi \,,}
cu hamiltonianul
{\displaystyle \left(4\right)}{\displaystyle H=c\left({\boldsymbol {\alpha }}\mathbf {p} \right)+mc^{2}\,\beta \,.}
Simbolurile care apar în aceste relații au următoarele semnificații:
- {\displaystyle \hbar \,} e constanta Planck redusă;
- {\displaystyle c\,} e viteza luminii în vid;
- {\displaystyle m\,} e masa electronului;
- {\displaystyle \mathbf {p} =\left(p_{1},\,p_{2},\,p_{3}\right)\,} e operatorul atașat observabilei impuls;
- {\displaystyle {\boldsymbol {\alpha }}=\left(\alpha _{1},\,\alpha _{2},\,\alpha _{3}\right)} și {\displaystyle \beta } sunt matrici numerice cu patru linii și patru coloane (matricile lui Dirac);
- este utilizată notația condensată de produs scalar {\displaystyle {\boldsymbol {\alpha }}\mathbf {p} =\alpha _{1}p_{1}+\alpha _{2}p_{2}+\alpha _{3}p_{3}\,}.

Matricile lui Dirac au următoarele două proprietăți importante: ele anticomută, adică
{\displaystyle \left(5\right)}{\displaystyle \alpha _{i}\alpha _{j}+\alpha _{j}\alpha _{i}=0,\quad \alpha _{i}\beta +\beta \alpha _{i}=0,\quad \left(i,\,j=1,\,2,\,3;\quad i\neq j\right)\,,}
iar pătratele lor sunt matricea unitate:
{\displaystyle \left(6\right)}{\displaystyle {\alpha _{1}}^{2}={\alpha _{2}}^{2}={\alpha _{3}}^{2}={\beta }^{2}=1\,.}
Aceste proprietăți fac ca ele să fie hermitice față de produsul scalar (2), deci hamiltonianul (4) este un operator hermitic, așa cum cer principiile mecanicii cuantice; el este operatorul asociat observabilei energie. Forma lor explicită depinde de baza aleasă în spațiul stărilor.

### Argumentarea ecuației lui Dirac
Ecuația lui Schrödinger pentru particula liberă
{\displaystyle \left(7\right)}{\displaystyle i\hbar {\frac {\partial \psi }{\partial t}}=-{\frac {\hbar ^{2}}{2m}}\Delta \psi }
poate fi „dedusă” din relația
{\displaystyle \left(8\right)}{\displaystyle E={\frac {\mathbf {p} ^{2}}{2m}}}
dintre energie și impuls din mecanica clasică nerelativistă, înlocuind formal mărimile dinamice clasice prin operatori diferențiali, în raport cu timpul {\displaystyle t\,} și poziția {\displaystyle \mathbf {x} =\left(x_{1},\,x_{2},\,x_{3}\right)}, asupra funcției de stare: 
{\displaystyle \left(9\right)}{\displaystyle E\rightarrow i\hbar {\frac {\partial }{\partial t}}\,,\quad \mathbf {p} \rightarrow -i\hbar \nabla \,.}
Aici {\displaystyle \nabla =\left({\frac {\partial }{\partial x_{1}}},\,{\frac {\partial }{\partial x_{2}}},\,{\frac {\partial }{\partial x_{3}}}\right)} este operatorul nabla (gradient), iar {\displaystyle \Delta =\nabla ^{2}=\left({\frac {\partial ^{2}}{\partial {x_{1}}^{2}}}+{\frac {\partial ^{2}}{\partial {x_{2}}^{2}}}+{\frac {\partial ^{2}}{\partial {x_{3}}^{2}}}\right)} operatorul laplacian.
În mecanica clasică relativistă relația (8) este înlocuită prin
{\displaystyle \left(10\right)}{\displaystyle E^{2}={\left(c\mathbf {p} \right)}^{2}+{\left(mc^{2}\right)}^{2}\,,}
iar aplicarea aceluiași procedeu formal conduce la ecuația Klein-Gordon
{\displaystyle \left(11\right)}{\displaystyle \left(\Delta -{\frac {1}{c^{2}}}{\frac {\partial ^{2}}{\partial t^{2}}}\right)\psi ={\frac {m^{2}c^{2}}{\hbar ^{2}}}\psi \,.}
Această ecuație are defectul de a fi de ordinul doi în raport cu timpul, ceea ce înseamnă că, spre deosebire de situația din mecanica cuantică nerelativistă, starea particulei la un moment dat nu ar fi suficientă pentru a determina starea la un moment ulterior. În al doilea rând, soluția ecuației Klein-Gordon nu poate fi interpretată ca funcție de stare a electronului, fiindcă ea ar conduce la o densitate de probabilitate care nu e pozitiv definită.  Este deci de înțeles că structura fină a nivelelor de energie ale atomului de hidrogen calculată pe baza ei este în dezacord cu datele experimentale. 

#### Argumentul formal
Dirac a căutat o ecuație de stare care să fie de ordinul întâi în raport cu timpul, ca ecuația lui Schrödinger; pentru aceasta, a considerat, formal, rădăcina pătrată a relației (10):
{\displaystyle \left(12\right)}{\displaystyle E={\sqrt {{\left(c\mathbf {p} \right)}^{2}+{\left(mc^{2}\right)}^{2}}}\,.}
Pentru a obține, în urma înlocuirii (9), o ecuație având forma (3), trebuie ca expresia de sub radical să fie pătratul unei forme liniare (4) în componentele impulsului {\displaystyle \mathbf {p} =\left(p_{1},\,p_{2},\,p_{3}\right)\,}. Această condiție poate fi realizată numai dacă mărimile {\displaystyle {\boldsymbol {\alpha }}=\left(\alpha _{1},\,\alpha _{2},\,\alpha _{3}\right)} și {\displaystyle \beta } nu sunt simpli coeficienți numerici, ci matrici numerice cu patru linii și patru coloane care anticomută iar pătratele lor sunt matricea unitate.
Argumentul formal produce rezultatul corect, dar totodată sugerează concluzia incorectă că ecuația lui Dirac ar fi singura teorie cuantică relativistă; altfel spus, că nu ar exista decât particule de spin {\displaystyle \scriptstyle {\frac {1}{2}}\,}. 

#### Covarianța relativistă
Prin „covarianța relativistă” a unei teorii fizice se înțelege invarianța de formă a legilor ei față de transformări Lorentz ale sistemului de referință inerțial în care aceste legi sunt formulate. În mecanica cuantică nerelativistă funcția de stare a unei particule de spin {\displaystyle \scriptstyle {\frac {1}{2}}\,} este o mărime cu două componente complexe, numită spinor, caracterizată printr-o anumită lege de transformare la rotații spațiale, și care satisface ecuația lui Schrödinger.  Trecând de la rotații spațiale la transformări Lorentz, se constată că funcția de stare relativistă a unei particule de spin {\displaystyle \scriptstyle {\frac {1}{2}}\,} este o mărime cu patru componente complexe, care reunește doi spinori de specii diferite, numită bispinor. Impunând condiția de covarianță relativistă, împreună cu ordinul întâi în raport cu timpul și cu comportarea de undă plană De Broglie, concluzia este că acest bispinor trebuie să satisfacă ecuația lui Dirac.  Criteriul de covarianță relativistă este o metodă generală de a obține ecuații relativist covariante pentru particule de spin arbitrar.

### Stările electronului liber
Funcția de stare a unui electron liber, determinată din ecuația lui Dirac (3) cu hamiltonianul (4), are forma unei unde plane de impuls p și energie E
{\displaystyle \left(13\right)}{\displaystyle \psi \left(\mathbf {x} ,\,t\right)=e^{i\left(\mathbf {p} \mathbf {x} -Et\right)/\hbar }\;u\,,}
unde valorile posibile ale energiei se determină rezolvând ecuația lui Dirac independentă de timp
{\displaystyle \left(14\right)}{\displaystyle \left[c\left({\boldsymbol {\alpha }}\mathbf {p} \right)+mc^{2}\beta \right]\,u=E\,u\,.}
Pentru calcul, este convenabil ca bispinorul Dirac (cu patru componente) să fie împărțit în doi spinori Pauli (cu câte două componente):
{\displaystyle \left(15\right)}{\displaystyle u={\begin{pmatrix}\phi \\\chi \end{pmatrix}}\,.}
Corespunzător, matricile lui Dirac pot fi scrise ca matrici 2 × 2 având ca elemente tot matrici 2 × 2; o reprezentare convenabilă pentru electronul liber (ca și pentru electronul în câmp extern, la energii apropiate de energia de repaus) este 
{\displaystyle \left(16\right)}{\displaystyle {\boldsymbol {\alpha }}={\begin{pmatrix}\mathbf {0} &{\boldsymbol {\sigma }}\\{\boldsymbol {\sigma }}&\mathbf {0} \end{pmatrix}}\,,\quad \beta ={\begin{pmatrix}\mathbf {1} &\mathbf {0} \\\mathbf {0} &-\mathbf {1} \end{pmatrix}}\,,}
unde {\displaystyle {\boldsymbol {\sigma }}=\{\sigma _{1},\sigma _{2},\sigma _{3}\}\,} sunt matricile lui Pauli, 1 e matricea unitate, iar 0 e matricea cu toate elementele zero. Se obține sistemul liniar omogen de patru ecuații cu patru necunoscute (componentele spinorilor {\displaystyle \phi } și {\displaystyle \chi })
{\displaystyle \left(17\right)}{\displaystyle {\begin{matrix}\left(mc^{2}-E\right)\phi +c\left({\boldsymbol {\sigma }}\mathbf {p} \right)\chi =0\,,\\c\left({\boldsymbol {\sigma }}\mathbf {p} \right)\phi -\left(mc^{2}+E\right)\chi =0\,.\end{matrix}}}
Condiția de a avea o soluție nebanală conduce la relația (10), ceea ce confirmă punctul de plecare al teoriei. Extrăgând radicalul, rezultă că la fiecare valoare a impulsului corespund două valori Ep și -Ep, unde
{\displaystyle \left(18\right)}{\displaystyle E_{p}={\sqrt {{\left(c\mathbf {p} \right)}^{2}+{\left(mc^{2}\right)}^{2}}}\,.}
Bispinorul propriu depinde de mărimile observabile care descriu complet starea electronului: impulsul p (care poate avea orientare și mărime arbitrare), energia (care poate avea valori pozitive E ≥ mc2 și negative E ≤ -mc2) și helicitatea λ (care poate avea valorile +ħ/2 și -ħ/2). Calculul determinanților minori în ecuațiile (17) arată că numai unul dintre spinorii {\displaystyle \phi \,} și {\displaystyle \chi \,} este liniar independent; el este ales, în funcție de semnul energiei și al helicității, dintre vectorii proprii ai matricii {\displaystyle \sigma _{3}\,}, care sunt {\displaystyle \xi ={\begin{pmatrix}1\\0\end{pmatrix}}\,} și {\displaystyle \eta ={\begin{pmatrix}0\\1\end{pmatrix}}\,.} În notație bra-ket pentru bispinorii normați la unitate
{\displaystyle \left(19\right)}{\displaystyle u=|\mathbf {p} ,E,\lambda \rangle \,,\quad \langle \mathbf {p} ,E,\lambda |\mathbf {p} ,E,\lambda \rangle =1\,,}
rezultatul este cel din tabel (unde pentru simplitate e utilizat un sistem de unități naturale în care c = 1). 
|                            | {\displaystyle \lambda =\hbar /2} | {\displaystyle \lambda =-\hbar /2} |
| -------------------------- | --- | --- |
| {\displaystyle E=E_{p}\,}  | {\displaystyle \|\mathbf {p} ,E_{p},\hbar /2\rangle ={\sqrt {\frac {E_{p}+m}{2E_{p}}}}{\begin{pmatrix}1\\0\\{\frac {p_{3}}{E_{p}+m}}\\{\frac {p_{1}+ip_{2}}{E_{p}+m}}\end{pmatrix}}}  | {\displaystyle \|\mathbf {p} ,E_{p},-\hbar /2\rangle ={\sqrt {\frac {E_{p}+m}{2E_{p}}}}{\begin{pmatrix}0\\1\\{\frac {p_{1}-ip_{2}}{E_{p}+m}}\\-{\frac {p_{3}}{E_{p}+m}}\end{pmatrix}}}  |
| {\displaystyle E=-E_{p}\,} | {\displaystyle \|\mathbf {p} ,-E_{p},\hbar /2\rangle ={\sqrt {\frac {E_{p}+m}{2E_{p}}}}{\begin{pmatrix}{\frac {p_{3}}{E_{p}+m}}\\{\frac {p_{1}+ip_{2}}{E_{p}+m}}\\1\\0\end{pmatrix}}} | {\displaystyle \|\mathbf {p} ,-E_{p},-\hbar /2\rangle ={\sqrt {\frac {E_{p}+m}{2E_{p}}}}{\begin{pmatrix}{\frac {p_{1}-ip_{2}}{E_{p}+m}}\\-{\frac {p_{3}}{E_{p}+m}}\\0\\1\end{pmatrix}}} |

Valorile negative ale energiei sunt inacceptabile din punct de vedere fizic, deoarece spectrul lor nu este mărginit inferior. Sub acțiunea unei forțe externe care ar produce o creștere a impulsului, energia electronului aflat într-o astfel de stare ar scădea – o situație nefizică.  Această problemă nu există în cadrul teoriei relativiste clasice, deși energia și impulsul sunt legate prin aceeași relație (10), fiindcă energia variază continuu în decursul mișcării: dacă ea este inițial pozitivă, își va păstra semnul. În teoria relativistă cuantică există procese în care energia variază discontinuu, tranziții de la stări de energie pozitivă la stări de energie negativă fiind posibile. 

## Electronul în câmp extern
Electronul liber este un concept idealizat; electronul real are o sarcină electrică (negativă prin convenție) și este supus acțiunii câmpului electromagnetic. Pentru un electron care interacționează cu un câmp electromagnetic descris de potențialul vector {\displaystyle \mathbf {A} \left(\mathbf {x} ,t\right)\,} și potențialul scalar {\displaystyle \Phi \left(\mathbf {x} ,t\right)} trebuie luate în considerare contribuțiile câmpului la impulsul și energia electronului. Aceasta revine la a face în ecuația lui Dirac pentru electronul liber înlocuirile 
{\displaystyle \left(20\right)}{\displaystyle \mathbf {p} \rightarrow \mathbf {p} -{\frac {e}{c}}\mathbf {A} \,,\quad H\rightarrow H+e\Phi \,,}
unde {\displaystyle e\,} este sarcina electronului, adică sarcina elementară cu semn negativ. Ecuația lui Dirac pentru electronul în câmp extern are deci forma
{\displaystyle \left(21\right)}{\displaystyle i\hbar {\frac {\partial \psi }{\partial t}}=\left[\,c{\boldsymbol {\alpha }}\,\left(\mathbf {p} -{\frac {e}{c}}\mathbf {A} \right)+mc^{2}\,\beta +e\Phi \,\right]\psi \,.}

### Ecuația de continuitate
Pe baza ecuației (21), se obține prin calcul direct relația
{\displaystyle \left(22\right)}{\displaystyle {\frac {\partial }{\partial t}}\left(\psi ,\psi \right)+c\,\nabla \left(\psi ,{\boldsymbol {\alpha }}\psi \right)=0\,,}
care are forma unei ecuații de continuitate. Mărimile
{\displaystyle \left(23\right)}{\displaystyle \rho =\left(\psi ,\psi \right)}
și
{\displaystyle \left(24\right)}{\displaystyle \mathbf {j} =c\left(\psi ,{\boldsymbol {\alpha }}\psi \right)}
sunt interpretate ca densitate de probabilitate, respectiv densitate a curentului de probabilitate, pentru localizarea electronului. Densitatea de probabilitate, care e pozitiv definită, trebuie să fie normată la unitate în volumul la care e limitată mișcarea particulei. 

### Conjugarea de sarcină
Considerând complexa conjugată a ecuației (21) și utilizând proprietățile matricilor lui Dirac, se verifică prin calcul direct că există o matrice nesingulară {\displaystyle C,\,} astfel încât funcția
{\displaystyle \left(25\right)}{\displaystyle \psi _{C}=C{\psi }^{*}}
satisface aceeași ecuație (21), dar cu semnul sarcinii schimbat ({\displaystyle e\rightarrow -e\,}). Relația dintre funcțiile {\displaystyle \psi } și {\displaystyle \psi _{C}} este reciprocă, adică
{\displaystyle \left(26\right)}{\displaystyle \psi =C{\left({\psi }_{C}\right)}^{*}\,.}
În reprezentarea (16) pentru matricile lui Dirac, matricea C are forma explicită {\displaystyle C=i{\alpha }_{2}\beta .}
Funcția {\displaystyle {\psi }_{C},} care satisface ecuația lui Dirac pentru o particulă cu masă egală dar cu sarcină de semn contrar, se numește conjugata de sarcină a funcției {\displaystyle \psi .} 

### Electroni și pozitroni
În 1929 Dirac a propus o interpretare a stărilor de energie negativă ale electronului, bazată pe ipoteza că soluțiile ecuației lui Dirac nu se referă la o singură particulă, ci la un sistem constând dintr-un număr infinit de particule; pentru aceasta, el a invocat ca argumente principiul de excluziune al lui Pauli și conjugarea de sarcină. În această interpretare, există o stare a sistemului în care toate stările de energie negativă sunt ocupate, conform principiului de excluziune (electronii fiind fermioni), iar toate stările de energie pozitivă sunt neocupate. Adăugând la această stare o particulă, ea nu va putea ocupa decât o stare de energie pozitivă, deci se va comporta ca un electron normal. Eliminând o particulă de energie negativă, „gaura” rămasă se va comporta ca o particulă de energie pozitivă (conform legii conservării energiei) și de sarcină opusă (conform legii conservării sarcinii); ținând seama de conjugarea de sarcină, ea va fi o soluție a ecuației lui Dirac. Această interpretare, care a primit numele de teoria găurilor,  a fost dezvoltată de Dirac în 1931, într-un articol în care prezicea existența unei particule reale, având masă egală cu a electronului dar sarcină electrică pozitivă, pe care a numit-o antielectron. Examinând urmele lăsate în camera cu ceață de radiația cosmică, Anderson a descoperit o traiectorie ai cărei parametri indicau o particulă cu caracteristicile antielectronului prezis, care a primit numele de pozitron (1932).
În teoria multiparticulă dezvoltată pe baza ecuației lui Dirac, numită electrodinamică cuantică, bispinorul Dirac nu mai este funcție de stare a electronului, ci un câmp cuantic care descrie un sistem de electroni și pozitroni în interacție cu câmpul electromagnetic (și el tot un câmp cuantic). În această teorie cuantică relativistă a radiației devin posibile procese ca anihilarea/crearea de perechi electron-pozitron, cu emisie/absorbție de fotoni.

## Corecții relativiste la mișcarea electronului
La energii mici în raport cu energia de repaus, când crearea sau anihilarea de particule nu sunt posibile, ecuația lui Dirac este utilizată, ca ecuație uniparticulă, pentru a calcula corecții relativiste la mișcarea electronului.  Presupunând potențialele electromagnetice {\displaystyle \mathbf {A} } și {\displaystyle \Phi } independente de timp, stările staționare ale electronului se obțin rezolvând ecuația lui Dirac independentă de timp
{\displaystyle \left(27\right)}{\displaystyle \left[\,c{\boldsymbol {\alpha }}\,\left(\mathbf {p} -{\frac {e}{c}}\mathbf {A} \right)+mc^{2}\,\beta +e\Phi \,\right]u=Eu\,.}
Cu aceleași notații ca în (15) și (16), se obține pentru spinorii Pauli {\displaystyle \phi } și {\displaystyle \chi } sistemul de ecuații omogene
{\displaystyle \left(28\right)}{\displaystyle c{\boldsymbol {\sigma }}\,\left(\mathbf {p} -{\frac {e}{c}}\mathbf {A} \right)\chi =\left({\mathcal {E}}-e\Phi \right)\phi \,,}
{\displaystyle \left(29\right)}{\displaystyle \left(2mc^{2}+{\mathcal {E}}-e\Phi \right)\chi =c{\boldsymbol {\sigma }}\left(\mathbf {p} -{\frac {e}{c}}\mathbf {A} \right)\phi \,,}
unde
{\displaystyle \left(30\right)}{\displaystyle {\mathcal {E}}=E-mc^{2}}
este energia electronului, relativă la energia de repaus. Din (29) se obține, dezvoltând în serie până la ordinul întâi în {\displaystyle {\frac {{\mathcal {E}}-e\Phi }{2mc^{2}}}\,:}
{\displaystyle \left(31\right)}{\displaystyle \chi ={\frac {c}{2mc^{2}+{\mathcal {E}}-e\Phi }}\,{\boldsymbol {\sigma }}\left(\mathbf {p} -{\frac {e}{c}}\mathbf {A} \right)\phi ={\frac {1}{2mc}}\left[1-{\frac {{\mathcal {E}}-e\Phi }{2mc^{2}}}+\cdots \right]{\boldsymbol {\sigma }}\left(\mathbf {p} -{\frac {e}{c}}\mathbf {A} \right)\phi \,.}

### Limita nerelativistă
Păstrând în componentele „mici” {\displaystyle \chi } doar termenul dominant și substituind în (28), rezultă pentru componentele „mari” {\displaystyle \phi } ecuația
{\displaystyle \left(32\right)}{\displaystyle \left[{\frac {1}{2m}}{\left(\mathbf {p} -{\frac {e}{c}}\mathbf {A} \right)}^{2}+e\Phi -{\frac {e\hbar }{2mc}}{\boldsymbol {\sigma }}\mathbf {B} \right]\phi ={\mathcal {E}}\phi \,,}
unde {\displaystyle \mathbf {B} =\nabla \times \mathbf {A} } e câmpul magnetic. La hamiltonianul nerelativist pentru o particulă în câmp extern s-a adăugat un termen care reprezintă energia unei particule de spin ½ în câmpul magnetic {\displaystyle \mathbf {B} \,}; prezentată inițial ca ipoteză de Wolfgang Pauli, în cadrul mecanicii cuantice nerelativiste, existența spinului electronic este o consecință a ecuației lui Dirac.

### Limita slab relativistă
În aproximația următoare, reținând corecția de ordin {\displaystyle 1/{c^{2}}} la {\displaystyle \chi } și omițând detalii de calcul, ecuația (28) devine
{\displaystyle \left(33\right)}{\displaystyle {\mathcal {H}}\phi ={\mathcal {E}}\phi \,,}
unde
{\displaystyle \left(34\right)}{\displaystyle {\mathcal {H}}={\frac {{\mathbf {p} }^{2}}{2m}}+e\Phi -{\frac {{\mathbf {p} }^{4}}{8m^{3}c^{2}}}-{\frac {e\hbar }{4m^{2}c^{2}}}{\boldsymbol {\sigma }}\left(\mathbf {E} \times \mathbf {p} \right)-{\frac {e{\hbar }^{2}}{8m^{2}c^{2}}}\nabla \mathbf {E} \,,}
iar {\displaystyle \mathbf {E} =-\nabla \Phi } este câmpul electric. În cazul unui câmp electric central
{\displaystyle \left(35\right)}{\displaystyle \mathbf {E} =-{\frac {d\Phi }{dr}}{\frac {\mathbf {r} }{r}}}
și (34) poate fi adusă la forma
{\displaystyle \left(36\right)}{\displaystyle {\mathcal {H}}={\frac {{\mathbf {p} }^{2}}{2m}}+e\Phi -{\frac {{\mathbf {p} }^{4}}{8m^{3}c^{2}}}+{\frac {Ze^{2}}{2m^{2}c^{2}}}{\frac {\mathbf {L} \mathbf {S} }{r^{3}}}+{\frac {e{\hbar }^{2}}{8m^{2}c^{2}}}\Delta \Phi \,,}
unde {\displaystyle \mathbf {L} } e momentul cinetic orbital iar {\displaystyle \mathbf {S} } momentul cinetic de spin.
Primii doi termeni din (36) reprezintă hamiltonianul nerelativist, următorii trei sunt corecții relativiste de ordin {\displaystyle 1/c^{2}}. Termenul în {\displaystyle {\mathbf {p} }^{4}} rezultă din relația relativistă dintre energie și impuls (12). Termenul cu produsul scalar {\displaystyle \mathbf {L} \mathbf {S} } este numit energia de interacție spin-orbită. Ultimul termen, numit termenul Darwin, e independent de spin.

### Structura fină
Limita slab relativistă a energiei unui atom hidrogenoid care constă dintr-un electron aflat în câmpul coulombian static atractiv al unui nucleu de număr atomic {\displaystyle Z} se calculează din formulele precedente, punând
{\displaystyle \left(37\right)}{\displaystyle e\Phi =-{\frac {Ze^{2}}{r}}\,,\quad \Delta \Phi =4\pi Ze\delta \left(\mathbf {r} \right)\,.}
Nivelele de energie sunt suma a trei termeni: energia de repaus, energia nerelativistă și corecțiile relativiste de ordin {\displaystyle 1/c^{2}.} Acestea din urmă sunt calculate cu ajutorul teoriei perturbațiilor și reprezintă structura fină a nivelelor de energie. Adunând rezultatele din relațiile (30), (33) și (36), se obține
{\displaystyle \left(38\right)}{\displaystyle E=mc^{2}\left[1-{\frac {{(\alpha Z)}^{2}}{2n^{2}}}-{\frac {{(\alpha Z)}^{4}}{2n^{3}}}\left({\frac {1}{j+{\frac {1}{2}}}}-{\frac {3}{4n}}\right)\right]\,;\quad n=1,2,3,\ldots \,;\quad j={\frac {1}{2}},{\frac {3}{2}},\ldots n-{\frac {1}{2}}\,.}
Combinația de constante universale
{\displaystyle \left(39\right)}{\displaystyle \alpha ={\frac {e^{2}}{\hbar c}}}
este o cantitate adimensională cu valoarea aproximativă 1/137 care poartă numele de constanta structurii fine.
Stările de structură fină și – pentru comparație – stările nerelativiste sunt descrise în cele două tabele care urmează.  Din cauza cuplajului spin-orbită, momentul cinetic orbital și momentul cinetic de spin, separat, nu mai pot servi la indexarea stărilor de structură fină; ele sunt înlocuite prin suma lor, momentul cinetic total. Deși {\displaystyle l\,} își pierde semnificația de număr cuantic orbital, el rămâne un număr cuantic „bun”, care indică paritatea.
| număr cuantic                                                           | observabilă                                                                             |
| ----------------------------------------------------------------------- | --------------------------------------------------------------------------------------- |
| {\displaystyle n=1,2,3,\ldots }                                         | energia în limita slab relativistă {\displaystyle E_{nj},} dată de relația (38)         |
| {\displaystyle l=0,1,\ldots n-1}                                        | paritatea {\displaystyle \eta ={(-1)}^{l}\,;\,\left(l=j\pm {\frac {1}{2}}\right)}       |
| {\displaystyle j={\frac {1}{2}},{\frac {3}{2}},\ldots n-{\frac {1}{2}}} | momentul cinetic total {\displaystyle {\mathbf {J} }^{2}=j\left(j+1\right){\hbar }^{2}} |
| {\displaystyle m=-j,-j+1,\ldots j}                                      | proiecția momentului cinetic total {\displaystyle J_{3}=m\hbar }                        |

| număr cuantic                            | observabilă                                                                               |
| ---------------------------------------- | ----------------------------------------------------------------------------------------- |
| {\displaystyle n=1,2,3,\ldots }          | energia nerelativistă {\displaystyle E_{n},} termenul al doilea în relația (38)           |
| {\displaystyle l=0,1,\ldots n-1}         | momentul cinetic orbital {\displaystyle {\mathbf {L} }^{2}=l\left(l+1\right){\hbar }^{2}} |
| {\displaystyle m_{l}=-l,-l+1,\ldots l}   | proiecția momentului cinetic orbital {\displaystyle L_{3}=m_{l}\hbar }                    |
| {\displaystyle m_{s}=\pm {\frac {1}{2}}} | proiecția momentului cinetic de spin {\displaystyle S_{3}=m_{s}\hbar }                    |

Ignorând degenerescența provenită din orientarea momentelor cinetice (numerele cuantice magnetice), stările nerelativiste {\displaystyle |nlm_{l}m_{s}\rangle } prezintă degenerescența de ordin n în raport cu {\displaystyle l\,,} caracteristică pentru câmpul coulombian. Interacția spin-orbită elimină această degenerare, dar nu complet: stările relativiste {\displaystyle |nljm\rangle } sunt dublu degenerate, corespunzător celor două valori {\displaystyle \scriptstyle l=j\pm {\frac {1}{2}}}; face excepție starea cu {\displaystyle \scriptstyle j=n-{\frac {1}{2}}}, care e nedegenerată. Nivelul nerelativist cu număr cuantic principal {\displaystyle n\,} se despică în n componente de structură fină, după cum arată tabelul următor, în care e utilizată notația spectroscopică nlj. 
| Șirul stărilor de structură fină nlj            |
| ----------------------------------------------- |
| 1s1/2                                           |
| 2s1/2 2p1/2 ; 2p3/2                             |
| 3s1/2 3p1/2 ; 3p3/2 3d3/2 ; 3d5/2               |
| 4s1/2 4p1/2 ; 4p3/2 4d3/2 ; 4d5/2 4d5/2 ; 4f7/2 |
| ...                                             |

Datele experimentale privitoare la structura fină a nivelelor de energie ale atomilor hidrogenoizi sunt în substanțial acord cu aceste rezultate, însă acordul nu e perfect. În 1947, Willis Lamb și Robert Retherford au detectat o diferență între energiile stărilor 2s1/2 și 2p1/2 ale hidrogenului. Cunoscută sub numele de deplasare Lamb, această ridicare a degenerării este o „corecție radiativă” la teoria Dirac uniparticulă, explicată de electrodinamica cuantică.

### Ecuația lui Dirac într-un spațiu-timp general relativist
Abordarea ecuației lui Dirac într-un spațiu-timp general relativist prezintă interes din cauza posibilelor efecte cuantice în câmpuri gravitaționale intense, care pot să existe în vecinătatea și interiorul găurilor negre, precum și în câmpurile gravitaționale, generate în cazul  Universului incipient, după Big Bang. Totuși, în acest caz există dificultăți considerabile de ordin matematic și tehnic, din cauză că derivata covariantă a spinorului necesită o definiție separată. Problema a fost abordată încă la sfârșitul anilor '20 ai secolului al XX-lea și a fost soluționată cu succes în, vezi și . Ulterior, aceasta a permis separarea variabilelor și soluționarea ecuațiilor radiale ale ecuației Dirac, în cele mai simple cazuri, cum ar fi cel al Soluției Schwarzschild, sau un Univers sferic în expansiune (spatiul Friedman- Lemaitre- Robertson- Walker). Actualmente au fost dezvoltate metode numerice de rezolvare a ecuației Dirac în câmp gravitațional. Rezultate notabile au fost obținute și de cercetătorii români. Cel mai spectaculos rezultat obținut pe cale analitică în acest caz este calculul secțiunilor eficace de absorbție pentru electroni pe o gaura neagră Schwarzschild microscopică cu raza gravitațională mult mai mică decât lungimea de undă a electronilor. Totuși, în cazul unor metrici complicate, cum ar fi cea a lui Kerr, metodele și rezultatele obținute pe această cale sunt destul de modeste. În acest cazuri, este nevoie să se aplice procedura de separare a variabilelor, dezvoltată pe baza formalismului Newman- Penrose de către astrofizicianul indian Subrahmanyan Chandrasekhar.

### Ecuația lui Dirac în câmp slab gravitațional
În cazul când procesele fizice în care sunt implicați fermionii (în speță electronii) au loc la distante relativ mari de raza gravitațională a corpului gravific, de exemplu, de zeci ori mai mari decât Rg= 2GM/c^2, atunci se poate dezvolta o aproximație a câmpului gravitațional în care  metrica este dezvoltată într-o serie după parametrul G/c^2. Ecuația lui Dirac, în acest caz, capătă o expresie relativ simplă, care este tratabilă cu metode cunoscute din electrodinamica cuantică. Istoric, aceasta aproximație a fost dezvoltată de către fizicianul rus Matvei Bronștein în anul 1936 cu scopul de a deduce producția de "gravitoni" (a cuantelor câmpului gravitațional cu spin s=2), și de a o compara cu puterea radiației undelor gravitaționale emise de către un sistem binar de stele, în rezultatul emiterii de unde gravitaționale, calculată de Albert Einstein încă de la începuturile teoriei relativității generale și cunoscută ca „formula cuadrupolară”. Din motive politice, Matvei Bronștein a fost arestat în anul 1935, lucrarea sa fiind interzisă în URSS de către regimul lui Stalin, iar după război, altor fizicieni li s-a impus să recalculeze și să republice rezultatele obținute anterior de către Bronștein, fără referire la acesta. În anul 1947, fizicienii Arseni Sokolov și Dmitri Ivanenko au recalculat lucrarea lui Bronștein și au publicat-o fără referințe la originalul din 1936 al lui Bronștein. Ulterior aceeași aproximație a fost dezvoltată de fizicienii sovietici Ivar Piir,  Nikolay Mitchevici și Iuri Vladimirov in anii 50-70, vezi de exemplu , dar pe alocuri au fost comise greșeli de calcul, astfel că a fost nevoie de o reevaluare a acelor rezultate. Aceeași aproximație, care are aplicație la calculul multor procese fizice în câmp slab gravitațional a fost reevaluată de mai multi fizicieni, atât în Vest , cât și în România, astfel că astăzi avem o trecere în revistă cât se poate de completă a acestei aproximații în cartea.
În paralel cu aceste investigații, aproximația câmpului slab gravitațional a fost dezvoltată de către Nicolae Ionescu-Pallas și Alex Găină, adaptand-o pentru calculul structurii fine a nivelelor electronilor (fermionilor) în câmp slab Soluția Schwarzschild și Reissner- Nordstrom.